# Surf ai Giochi della XXXIII Olimpiade - Shortboard maschile
La gara del shortboard maschile dei Giochi della XXXIII Olimpiade si sono svolte tra il 27 luglio e il 5 agosto 2024, sulla spiaggia di Teahupo'o a Tahiti in Polinesia Francese. Parteciperanno 24 atleti da 15 nazioni.

## Formato
La competizione si compone di sei round:
- Round 1: 5 batterie da 4 surfisti ciascuna; i primi 2 di ogni batteria (10 in totale) passano al round 3 mentre gli altri 2 di ogni batteria (10 in totale) passano al round 2 (essenzialmente un ripescaggio)
- Round 2: 2 batterie da 5 surfisti ciascuna; i primi 3 di ogni batteria (6 in totale) passano al round 3 mentre gli altri 2 di ogni batteria (4 in totale) vengono eliminati
- Round 3: la competizione testa a testa inizia con questo round di 16 (8 batterie di 2 surfisti ciascuna; il vincitore avanza, il perdente eliminato)
- Quarti di finale
- Semifinali
- Partita finale e medaglia di bronzo

La durata di ogni batteria (da 20 a 35 minuti) e il numero massimo di onde che ogni surfista può cavalcare sono determinati dal direttore tecnico prima del giorno della gara. Il punteggio per ogni onda va da 0 a 10, con le migliori due onde per ogni surfista che contano. I punteggi si basano sulla difficoltà delle manovre eseguite, sull'innovazione e sulla progressione, sulla varietà, sulla combinazione, sulla velocità, sulla potenza e sul flusso di ciascuna manovra.

## Programma
| Data                    | Ora (CEST) | Turno                |
| ----------------------- | ---------- | -------------------- |
| 27 luglio 2024          | 19:00      | Round 1              |
| 28 luglio 2024          | 23:48      | Round 2              |
| 29 luglio 2024          | 19:00      | Round 3              |
| 30 luglio 1 agosto 2024 | 19:00      | Quarti di Finale     |
| 30 luglio 1 agosto 2024 | 23:48      | Semifinale           |
| 31 luglio 5 agosto 2024 | 02:12      | Finale per il bronzo |
| 31 luglio 5 agosto 2024 | 03:34      | Finale per l'oro     |

## Qualificazioni
L'ordine di testa di serie per il surf maschile nei Giochi Olimpici di Parigi 2024 è determinato in base ai risultati individuali degli atleti ai Mondiali di Surf ISA 2024. Per gli atleti qualificati che non vi hanno partecipato, sia perché la loro idoneità non lo richiedeva, sia per infortuni o altri motivi, sono stati classificati dopo i risultati dei Mondiali di Surf ISA 2024 nel seguente ordine di qualificazione:
1. Classifica del World Championship Tour (WCT) della World Surf League
2. Posizione di qualificazione continentale ai Mondiali di Surf ISA (WSG) 2023
3. Slot di Campione a Squadre ai WSG 2022
4. Slot di Campione a Squadre ai WSG 2024
5. Slot di Universality Places (slot riservato ad atleti di CON sottorappresentati)

Questa decisione è stata presa dal Comitato Tecnico ISA e dal Comitato Esecutivo ISA per garantire il confronto più recente di quasi tutti gli atleti nello stesso evento in termini di prestazioni in una sede di "acque pesanti". La scelta è stata fatta anche per incentivare tutti i surfisti a partecipare ai WSG 2024 così da competere per un potenziale miglioramento della loro testa di serie.

### Testa di serie
| Pos. | Nazione       | Surfista            | Stance  | QP  |
| ---- | ------------- | ------------------- | ------- | --- |
| 1    | Brasile       | Gabriel Medina      | Goofy   | WCT |
| 2    | Marocco       | Ramzi Boukhiam      | Goofy   | WSG |
| 3    | Francia       | Kauli Vaast         | Goofy   | WSG |
| 4    | Francia       | Joan Duru           | Goofy   | WSG |
| 5    | Perù          | Alonso Correa       | Regular | WSG |
| 6    | Spagna        | Andy Criere         | Goofy   | WSG |
| 7    | Indonesia     | Rio Waida           | Regular | WSG |
| 8    | Australia     | Ethan Ewing         | Regular | WCT |
| 9    | Germania      | Tim Elter           | Regular | WSG |
| 10   | Italia        | Leonardo Fioravanti | Regular | WCT |
| 11   | Stati Uniti   | John John Florence  | Regular | WCT |
| 12   | Brasile       | Filipe Toledo       | Regular | WCT |
| 13   | Australia     | Jack Robinson       | Regular | WCT |
| 14   | Perù          | Lucca Mesinas       | Regular | PAG |
| 15   | Nuova Zelanda | Billy Stairmand     | Regular | WSG |
| 16   | Giappone      | Connor O'Leary      | Goofy   | WSG |
| 17   | Sudafrica     | Jordy Smith         | Regular | WCT |
| 18   | Giappone      | Reo Inaba           | Goofy   | WSG |
| 19   | Messico       | Alan Cleland        | Regular | WSG |
| 20   | Giappone      | Kanoa Igarashi      | Regular | WCT |
| 21   | Sudafrica     | Matt McGillivray    | Regular | WCT |
| 22   | Sudafrica     | Griffin Colapinto   | Regular | WCT |
| 23   | Brasile       | João Chianca        | Regular | WSG |
| 24   | El Salvador   | Bryan Pérez         | Regular | UP  |

## Risultati

### Round 1
Il primo round è di non eliminazione. I surfisti saranno testati in cinque batterie di quattro surfisti ciascuna, con i primi due surfisti che avanzeranno direttamente al Round 3. I due ultimi surfisti saranno selezionati per il Round 2, il primo round di eliminazione. 

#### Batteria 1
| Pos.              | Surfista    | Nazione   | Onde | Onde | Onde | Onde | Onde | Totale | Note |
| Pos.              | Surfista    | Nazione   | 1    | 2    | 3    | 4    | 5    | Totale | Note |
| ----------------- | ----------- | --------- | ---- | ---- | ---- | ---- | ---- | ------ | ---- |
| 1                 | Ethan Ewing | Australia | 7.33 | 2.57 |      |      |      | 9.90   | R3   |
| 2                 | Jordy Smith | Sudafrica | 5.17 | 0.93 | 2.43 |      |      | 7.60   | R2   |
| 3                 | Tim Elter   | Germania  | 1.00 | 0.50 | 3.00 | 1.00 |      | 4.00   | R2   |
| Report ufficiale: |             |           |      |      |      |      |      |        |      |

#### Batteria 2
| Pos.              | Surfista            | Nazione   | Onde | Onde | Onde | Onde | Onde | Totale | Note |
| Pos.              | Surfista            | Nazione   | 1    | 2    | 3    | 4    | 5    | Totale | Note |
| ----------------- | ------------------- | --------- | ---- | ---- | ---- | ---- | ---- | ------ | ---- |
| 1                 | Joan Duru           | Francia   | 6.17 | 2.83 | 4.67 | 4.33 | 7.67 | 13.84  | R3   |
| 2                 | Jack Robinson       | Australia | 6.83 | 6.53 | 5.73 | 1.40 |      | 13.36  | R2   |
| 3                 | Matthew McGillivray | Sudafrica | 1.33 | 0.73 | 1.93 | 3.33 | 1.07 | 5.26   | R2   |
| Report ufficiale: |                     |           |      |      |      |      |      |        |      |

#### Batteria 3
| Pos.              | Surfista       | Nazione  | Onde | Onde | Onde | Onde | Onde | Totale | Note |
| Pos.              | Surfista       | Nazione  | 1    | 2    | 3    | 4    | 5    | Totale | Note |
| ----------------- | -------------- | -------- | ---- | ---- | ---- | ---- | ---- | ------ | ---- |
| 1                 | Alonso Correa  | Perù     | 5.83 | 3.17 | 8.50 |      |      | 14.33  | R3   |
| 2                 | Filipe Toledo  | Brasile  | 0.93 | 1.40 | 6.23 |      |      | 7.63   | R2   |
| 3                 | Kanoa Igarashi | Giappone | 4.17 |      |      |      |      | 4.17   | R2   |
| Report ufficiale: |                |          |      |      |      |      |      |        |      |

#### Batteria 4
| Pos.              | Surfista       | Nazione     | Onde | Onde | Onde | Onde | Onde | Totale | Note |
| Pos.              | Surfista       | Nazione     | 1    | 2    | 3    | 4    | 5    | Totale | Note |
| ----------------- | -------------- | ----------- | ---- | ---- | ---- | ---- | ---- | ------ | ---- |
| 1                 | Gabriel Medina | Brasile     | 1.00 | 0.50 | 6.17 | 7.17 | 6.33 | 13.50  | R3   |
| 2                 | Connor O'Leary | Giappone    | 0.20 | 3.73 | 6.20 |      |      | 9.93   | R2   |
| 3                 | Bryan Pérez    | El Salvador | 1.20 | 3.50 | 3.17 | 4.03 | 2.60 | 7.53   | R2   |
| Report ufficiale: |                |             |      |      |      |      |      |        |      |

#### Batteria 5
| Pos.              | Surfista        | Nazione       | Onde | Onde | Onde | Onde | Onde | Onde | Onde | Totale | Note |
| Pos.              | Surfista        | Nazione       | 1    | 2    | 3    | 4    | 5    | 6    | 7    | Totale | Note |
| ----------------- | --------------- | ------------- | ---- | ---- | ---- | ---- | ---- | ---- | ---- | ------ | ---- |
| 1                 | João Chianca    | Brasile       | 1.13 | 0.50 | 5.67 | 4.40 | 0.50 | 3.57 | 1.10 | 10.07  | R3   |
| 2                 | Ramzi Boukhiam  | Marocco       | 0.23 | 0.77 | 0.23 | 4.83 | 3.03 | 4.93 |      | 9.76   | R2   |
| 3                 | Billy Stairmand | Nuova Zelanda | 1.13 | 3.33 | 2.20 | 0.97 |      |      |      | 5.53   | R2   |
| Report ufficiale: |                 |               |      |      |      |      |      |      |      |        |      |

#### Batteria 6
| Pos.              | Surfista      | Nazione     | Onde | Onde | Onde | Onde | Onde | Onde | Onde | Totale | Note |
| Pos.              | Surfista      | Nazione     | 1    | 2    | 3    | 4    | 5    | 6    | 7    | Totale | Note |
| ----------------- | ------------- | ----------- | ---- | ---- | ---- | ---- | ---- | ---- | ---- | ------ | ---- |
| 1                 | John Florence | Stati Uniti | 6.33 | 5.67 | 8.00 | 1.50 | 9.33 | 1.37 | 5.67 | 17.33  | R3   |
| 2                 | Alan Cleland  | Messico     | 7.17 | 7.17 |      |      |      |      |      | 14.34  | R2   |
| 3                 | Andy Criere   | Spagna      | 3.50 | 1.00 | 8.50 |      |      |      |      | 12.00  | R2   |
| Report ufficiale: |               |             |      |      |      |      |      |      |      |        |      |

#### Batteria 7
| Pos.              | Surfista          | Nazione     | Onde | Onde | Onde | Onde | Onde | Totale | Note |
| Pos.              | Surfista          | Nazione     | 1    | 2    | 3    | 4    | 5    | Totale | Note |
| ----------------- | ----------------- | ----------- | ---- | ---- | ---- | ---- | ---- | ------ | ---- |
| 1                 | Griffin Colapinto | Stati Uniti | 7.50 | 0.50 | 5.77 | 9.53 | 1.00 | 17.03  | R3   |
| 2                 | Kauli Vaast       | Francia     | 1.50 | 4.60 | 5.83 | 7.80 |      | 13.63  | R2   |
| 3                 | Lucca Mesinas     | Perù        | 1.00 | 6.00 | 4.33 | 5.10 |      | 11.10  | R2   |
| Report ufficiale: |                   |             |      |      |      |      |      |        |      |

#### Batteria 8
| 1                 | Reo Inaba           | Giappone  | 7.33 | 5.43 | 0.37 | 0.43 |  | 12.76 | R3 |
| 2                 | Leonardo Fioravanti | Italia    | 4.17 | 4.70 |      |      |  | 8.87  | R2 |
| 3                 | Rio Waida           | Indonesia | 5.17 | 0.57 |      |      |  | 7.59  | R2 |
| Report ufficiale: |                     |           |      |      |      |      |  |       |    |

### Round 2

#### Batteria 1
| Pos.              | Surfista                 | Nazione  | Onde | Onde | Onde | Onde | Onde | Onde | Totale | Note |
| Pos.              | Surfista                 | Nazione  | 1    | 2    | 3    | 4    | 5    | 6    | Totale | Note |
| ----------------- | ------------------------ | -------- | ---- | ---- | ---- | ---- | ---- | ---- | ------ | ---- |
| 1                 | Kanoa Igarashi [20]      | Giappone | 7.17 | 3.67 | 0.70 | 6.00 | 0.43 | 6.70 | 13.87  | R3   |
| 2                 | Leonardo Fioravanti [10] | Italia   | 0.93 | 1.33 | 0.70 | 5.67 |      |      | 7.00   | E    |
| Report ufficiale: |                          |          |      |      |      |      |      |      |        |      |

#### Batteria 2
| 1                 | Connor O'Leary [16] | Giappone | 7.33 | 7.17 | 0.50 | 14.50 | R3 |
| 2                 | Tim Elter [9]       | Germania | 1.57 | 0.93 | 4.50 | 6.07  | E  |
| Report ufficiale: |                     |          |      |      |      |       |    |

#### Batteria 3
| Pos.              | Surfista         | Nazione   | Onde | Onde | Onde | Onde | Onde | Onde | Onde | Totale | Note |
| Pos.              | Surfista         | Nazione   | 1    | 2    | 3    | 4    | 5    | 6    | 7    | Totale | Note |
| ----------------- | ---------------- | --------- | ---- | ---- | ---- | ---- | ---- | ---- | ---- | ------ | ---- |
| 1                 | Jordy Smith [17] | Sudafrica | 5.50 | 2.17 | 2.33 | 4.00 | 0.43 | 3.53 | 0.27 | 9.50   | R3   |
| 2                 | Rio Waida [7]    | Indonesia | 4.67 | 0.20 | 0.73 |      |      |      |      | 5.40   | E    |
| Report ufficiale: |                  |           |      |      |      |      |      |      |      |        |      |

#### Batteria 4
| Pos.              | Surfista                 | Nazione   | Onde | Onde | Onde | Onde | Onde | Totale | Note |
| Pos.              | Surfista                 | Nazione   | 1    | 2    | 3    | 4    | 5    | Totale | Note |
| ----------------- | ------------------------ | --------- | ---- | ---- | ---- | ---- | ---- | ------ | ---- |
| 1                 | Kauli Vaast [3]          | Francia   | 4.17 | 7.50 | 5.67 | 1.00 | 6.53 | 14.03  | R3   |
| 2                 | Matthew McGillivray [21] | Sudafrica | 3.50 | 7.17 | 0.73 | 0.60 |      | 10.67  | E    |
| Report ufficiale: |                          |           |      |      |      |      |      |        |      |

#### Batteria 5
| Pos.              | Surfista           | Nazione     | Onde | Onde | Onde | Onde | Onde | Onde | Onde | Onde | Totale | Note |
| Pos.              | Surfista           | Nazione     | 1    | 2    | 3    | 4    | 5    | 6    | 7    | 8    | Totale | Note |
| ----------------- | ------------------ | ----------- | ---- | ---- | ---- | ---- | ---- | ---- | ---- | ---- | ------ | ---- |
| 1                 | Ramzi Boukhiam [2] | Marocco     | 5.00 | 0.50 | 1.43 | 0.50 | 7.00 | 3.33 | 0.13 | 7.60 | 14.60  | R3   |
| 2                 | Bryan Pérez [24]   | El Salvador | 6.17 | 1.23 | 0.40 | 0.50 | 1.63 | 5.30 | 6.43 |      | 12.60  | E    |
| Report ufficiale: |                    |             |      |      |      |      |      |      |      |      |        |      |

#### Batteria 6
| Pos.              | Surfista          | Nazione | Onde | Onde | Onde | Onde | Onde | Onde | Onde | Totale | Note |
| Pos.              | Surfista          | Nazione | 1    | 2    | 3    | 4    | 5    | 6    | 7    | Totale | Note |
| ----------------- | ----------------- | ------- | ---- | ---- | ---- | ---- | ---- | ---- | ---- | ------ | ---- |
| 1                 | Alan Cleland [19] | Messico | 4.50 | 1.83 | 1.77 | 8.50 | 1.00 | 3.00 | 6.67 | 15.17  | R3   |
| 2                 | Andy Criere [6]   | Spagna  | 2.50 | 1.93 | 1.00 | 0.73 | 1.07 | 1.23 |      | 4.43   | E    |
| Report ufficiale: |                   |         |      |      |      |      |      |      |      |        |      |

#### Batteria 7
| Pos.              | Surfista           | Nazione   | Onde | Onde | Totale | Note |
| Pos.              | Surfista           | Nazione   | 1    | 2    | Totale | Note |
| ----------------- | ------------------ | --------- | ---- | ---- | ------ | ---- |
| 1                 | Jack Robinson [13] | Australia | 9.87 | 7.00 | 16.87  | R3   |
| 2                 | Lucca Mesinas [14] | Perù      | 6.00 | 4.83 | 10.83  | E    |
| Report ufficiale: |                    |           |      |      |        |      |

#### Batteria 8
| Pos.              | Surfista             | Nazione       | Onde | Onde | Onde | Onde | Onde | Totale | Note |
| Pos.              | Surfista             | Nazione       | 1    | 2    | 3    | 4    | 5    | Totale | Note |
| ----------------- | -------------------- | ------------- | ---- | ---- | ---- | ---- | ---- | ------ | ---- |
| 1                 | Filipe Toledo [12]   | Brasile       | 7.33 | 0.43 | 2.17 | 9.67 | 6.33 | 17.00  | R3   |
| 2                 | Billy Stairmand [15] | Nuova Zelanda | 8.17 | 5.83 |      |      |      | 14.00  | E    |
| Report ufficiale: |                      |               |      |      |      |      |      |        |      |

### Round 3

#### Batteria 1
| Pos.              | Surfista          | Nazione   | Onde | Onde | Onde | Onde | Onde | Totale | Note |
| Pos.              | Surfista          | Nazione   | 1    | 2    | 3    | 4    | 5    | Totale | Note |
| ----------------- | ----------------- | --------- | ---- | ---- | ---- | ---- | ---- | ------ | ---- |
| 1                 | Alonso Correa [5] | Perù      | 4.83 | 5.33 | 8.50 | 6.50 | 1.23 | 15.00  | QF   |
| 2                 | Jordy Smith [17]  | Sudafrica | 5.90 | 0.50 | 0.93 | 6.30 |      | 12.20  | E    |
| Report ufficiale: |                   |           |      |      |      |      |      |        |      |

#### Batteria 2
| Pos.              | Surfista           | Nazione  | Onde | Onde | Onde | Onde | Onde | Totale | Note |
| Pos.              | Surfista           | Nazione  | 1    | 2    | 3    | 4    | 5    | Totale | Note |
| ----------------- | ------------------ | -------- | ---- | ---- | ---- | ---- | ---- | ------ | ---- |
| 1                 | Reo Inaba [18]     | Giappone | 2.17 | 3.17 | 0.50 | 2.03 | 2.83 | 6.00   | QF   |
| 2                 | Filipe Toledo [12] | Brasile  | 1.43 | 0.97 | 1.03 |      |      | 2.46   | E    |
| Report ufficiale: |                    |          |      |      |      |      |      |        |      |

#### Batteria 3
| Pos.              | Surfista               | Nazione     | Onde | Onde | Onde | Totale | Note |
| Pos.              | Surfista               | Nazione     | 1    | 2    | 3    | Totale | Note |
| ----------------- | ---------------------- | ----------- | ---- | ---- | ---- | ------ | ---- |
| 1                 | Kauli Vaast [3]        | Francia     | 7.33 | 7.77 |      | 15.10  | QF   |
| 2                 | Griffin Colapinto [22] | Stati Uniti | 6.33 | 7.50 | 5.90 | 13.83  | E    |
| Report ufficiale: |                        |             |      |      |      |        |      |

#### Batteria 4
| Pos.              | Surfista          | Nazione | Onde | Onde | Onde | Onde | Onde | Totale | Note |
| Pos.              | Surfista          | Nazione | 1    | 2    | 3    | 4    | 5    | Totale | Note |
| ----------------- | ----------------- | ------- | ---- | ---- | ---- | ---- | ---- | ------ | ---- |
| 1                 | Joan Duru [4]     | Francia | 4.67 | 9.10 | 4.93 | 4.00 | 9.03 | 18.13  | QF   |
| 2                 | Alan Cleland [19] | Messico | 3.17 | 4.33 | 7.00 | 8.17 | 0,20 | 15.17  | E    |
| Report ufficiale: |                   |         |      |      |      |      |      |        |      |

#### Batteria 5
| Pos.              | Surfista            | Nazione  | Onde | Onde | Onde | Onde | Onde | Onde | Totale | Note |
| Pos.              | Surfista            | Nazione  | 1    | 2    | 3    | 4    | 5    | 6    | Totale | Note |
| ----------------- | ------------------- | -------- | ---- | ---- | ---- | ---- | ---- | ---- | ------ | ---- |
| 1                 | Gabriel Medina [1]  | Brasile  | 2.50 | 9.90 | 5.33 | 7.50 | 2.63 | 7.00 | 17.40  | QF   |
| 2                 | Kanoa Igarashi [20] | Giappone | 0.73 | 0.17 | 3.67 | 2.77 | 3.37 |      | 7.04   | E    |
| Report ufficiale: |                     |          |      |      |      |      |      |      |        |      |

#### Batteria 6
| Pos.              | Surfista           | Nazione | Onde | Onde | Onde | Onde | Onde | Onde | Totale | Note |
| Pos.              | Surfista           | Nazione | 1    | 2    | 3    | 4    | 5    | 6    | Totale | Note |
| ----------------- | ------------------ | ------- | ---- | ---- | ---- | ---- | ---- | ---- | ------ | ---- |
| 1                 | João Chianca [23]  | Brasile | 8.33 | 6.70 | 8.03 | 9.30 | 8.80 |      | 18.10  | QF   |
| 2                 | Ramzi Boukhiam [2] | Marocco | 6.33 | 7.83 | 5.17 | 8.10 | 9.70 | 1.27 | 17.80  | E    |
| Report ufficiale: |                    |         |      |      |      |      |      |      |        |      |

#### Batteria 7
| Pos.              | Surfista                | Nazione     | Onde | Onde | Onde | Onde | Onde | Onde | Totale | Note |
| Pos.              | Surfista                | Nazione     | 1    | 2    | 3    | 4    | 5    | 6    | Totale | Note |
| ----------------- | ----------------------- | ----------- | ---- | ---- | ---- | ---- | ---- | ---- | ------ | ---- |
| 1                 | Jack Robinson [13]      | Australia   | 0.17 | 1.90 | 7.17 | 1.83 | 5.83 | 6.77 | 13.94  | QF   |
| 2                 | John John Florence [11] | Stati Uniti | 1.17 | 1.77 | 6.50 | 2.57 |      |      | 9.07   | E    |
| Report ufficiale: |                         |             |      |      |      |      |      |      |        |      |

#### Batteria 8
| Pos.              | Surfista            | Nazione   | Onde | Onde | Onde | Onde | Onde | Onde | Totale | Note |
| Pos.              | Surfista            | Nazione   | 1    | 2    | 3    | 4    | 5    | 6    | Totale | Note |
| ----------------- | ------------------- | --------- | ---- | ---- | ---- | ---- | ---- | ---- | ------ | ---- |
| 1                 | Ethan Ewing [8]     | Australia | 5.50 | 1.30 | 0.20 | 8.67 | 1.80 |      | 14.17  | QF   |
| 2                 | Connor O'Leary [16] | Giappone  | 3.00 | 0.50 | 8.00 | 0.27 | 0.93 | 0.23 | 11.00  | E    |
| Report ufficiale: |                     |           |      |      |      |      |      |      |        |      |

### Quarti di finale

#### Batteria 1
| Pos.              | Surfista          | Nazione  | Onde | Onde | Onde | Onde | Onde | Totale | Note |
| Pos.              | Surfista          | Nazione  | 1    | 2    | 3    | 4    | 5    | Totale | Note |
| ----------------- | ----------------- | -------- | ---- | ---- | ---- | ---- | ---- | ------ | ---- |
| 1                 | Alonso Correa [5] | Perù     | 0.17 | 2.57 | 4.17 | 6.33 |      | 10.50  | SF   |
| 2                 | Reo Inaba [18]    | Giappone | 2.83 | 0.47 | 7.33 | 0.50 | 0.33 | 10.16  | E    |
| Report ufficiale: |                   |          |      |      |      |      |      |        |      |

#### Batteria 2
| Pos.              | Surfista        | Nazione | Onde | Onde | Onde | Onde | Onde | Onde | Onde | Onde | Onde | Totale | Note |
| Pos.              | Surfista        | Nazione | 1    | 2    | 3    | 4    | 5    | 6    | 7    | 8    | 9    | Totale | Note |
| ----------------- | --------------- | ------- | ---- | ---- | ---- | ---- | ---- | ---- | ---- | ---- | ---- | ------ | ---- |
| 1                 | Kauli Vaast [3] | Francia | 1.33 | 1.07 | 3.43 | 6.33 | 2.00 | 7.33 | 8.00 | 6.83 | 0.50 | 15.33  | SF   |
| 2                 | Joan Duru [4]   | Francia | 3.67 | 0.77 | 4.83 | 7.50 |      |      |      |      |      | 12.33  | E    |
| Report ufficiale: |                 |         |      |      |      |      |      |      |      |      |      |        |      |

#### Batteria 3
| Pos.              | Surfista           | Nazione | Onde | Onde | Onde | Onde | Onde | Onde | Onde | Onde | Totale | Note |
| Pos.              | Surfista           | Nazione | 1    | 2    | 3    | 4    | 5    | 6    | 7    | 8    | Totale | Note |
| ----------------- | ------------------ | ------- | ---- | ---- | ---- | ---- | ---- | ---- | ---- | ---- | ------ | ---- |
| 1                 | Gabriel Medina [1] | Brasile | 6.67 | 0.50 | 8.10 | 1.00 |      |      |      |      | 14.77  | SF   |
| 2                 | João Chianca [23]  | Brasile | 0.20 | 2.33 | 1.07 | 0.80 | 4.83 | 1.80 | 4.50 | 0.47 | 9.33   | E    |
| Report ufficiale: |                    |         |      |      |      |      |      |      |      |      |        |      |

#### Batteria 4
| Pos.              | Surfista           | Nazione   | Onde | Onde | Onde | Onde | Onde | Totale | Note |
| Pos.              | Surfista           | Nazione   | 1    | 2    | 3    | 4    | 5    | Totale | Note |
| ----------------- | ------------------ | --------- | ---- | ---- | ---- | ---- | ---- | ------ | ---- |
| 1                 | Jack Robinson [13] | Australia | 1.00 | 0.83 | 7.33 | 0.50 | 8.00 | 15.33  | SF   |
| 2                 | Ethan Ewing [8]    | Australia | 1.20 | 8.33 | 1.57 | 4.67 |      | 13.00  | E    |
| Report ufficiale: |                    |           |      |      |      |      |      |        |      |

### Semifinali

#### Batteria 1
| Pos.              | Surfista      | Nazione | Onde | Onde | Onde | Onde | Onde | Onde | Onde | Onde | Totale | Note |
| Pos.              | Surfista      | Nazione | 1    | 2    | 3    | 4    | 5    | 6    | 7    | 8    | Totale | Note |
| ----------------- | ------------- | ------- | ---- | ---- | ---- | ---- | ---- | ---- | ---- | ---- | ------ | ---- |
| 1                 | Kauli Vaast   | Francia | 2.00 | 0.87 | 4.00 | 5.83 | 5.13 |      |      |      | 10.96  | F    |
| 2                 | Alonso Correa | Perù    | 2.67 | 1.37 | 3.77 | 0.67 | 0.63 | 5.67 | 3.93 | 1.60 | 9.60   | 3/4  |
| Report ufficiale: |               |         |      |      |      |      |      |      |      |      |        |      |

#### Batteria 2
| Pos.              | Surfista       | Nazione   | Onde | Onde | Onde | Totale | Note |
| Pos.              | Surfista       | Nazione   | 1    | 2    | 3    | Totale | Note |
| ----------------- | -------------- | --------- | ---- | ---- | ---- | ------ | ---- |
| 1                 | Jack Robinson  | Australia | 0.50 | 4.50 | 7.83 | 12.33  | F    |
| 2                 | Gabriel Medina | Brasile   | 6.33 |      |      | 6.33   | 3/4  |
| Report ufficiale: |                |           |      |      |      |        |      |

### Finale per la medaglia di bronzo
| Pos. | Surfista       | Nazione | Onde | Onde | Onde | Onde | Onde | Onde | Onde | Onde | Totale | Note |
| Pos. | Surfista       | Nazione | 1    | 2    | 3    | 4    | 5    | 6    | 7    | 8    | Totale | Note |
| ---- | -------------- | ------- | ---- | ---- | ---- | ---- | ---- | ---- | ---- | ---- | ------ | ---- |
|      | Gabriel Medina | Brasile | 5.67 | 0.87 | 0.83 | 7.50 | 7.77 | 0.50 | 7.77 | 1.07 | 15.54  |      |
| 2    | Alonso Correa  | Perù    | 6.83 | 0.50 | 5.00 | 5.60 | 2.10 |      |      |      | 12.43  | E    |

### Finale per la medaglia d'oro
| Pos. | Surfista      | Nazione   | Onde | Onde | Totale | Note |
| Pos. | Surfista      | Nazione   | 1    | 2    | Totale | Note |
| ---- | ------------- | --------- | ---- | ---- | ------ | ---- |
|      | Kauli Vaast   | Francia   | 9.50 | 8.17 | 17.67  |      |
|      | Jack Robinson | Australia | 7.83 |      | 7.83   |      |